# 4-й Петрозаводский пограничный полк НКВД
4-й Петрозаводский Краснознамённый пограничный полк НКВД — соединение пограничных войск НКВД СССР, принимавшее участие в Советско-финской войне.
Сокращённое наименование — 4 пп НКВД.

## История полка
Полк был создан на основании приказа НКВД СССР № 1478 от 15 декабря 1939 года на базе 3-го Петрозаводского пограничного отряда (г. Петрозаводск), со сроком окончания формирования — 1 января 1940 года.
Полк был создан для охраны тыла 8-й армии РККА во время Советско-финской войны 1939—1940 гг, штатная численность полка составляла 1500 чел., также полку была придана Оперативная группа ОО НКВД СССР численностью 5 чел. Полк обеспечивал охрану коммуникаций 56-го стрелкового корпуса 8-й армии на участке Кясняселькя — Уома. 2-й батальон осуществлял охрану тыла от государственной границы до Кясняселькя, а 1-й батальон от Кясняселька до Уома. Директивой Ставки Главного командования от 11 февраля 1940 года из состава 8-й армии была выделена 15-я армия, для охраны коммуникаций армии ей был придан 4-й полк НКВД.

Советские пограничники осматривают захваченное у финнов оружие

Особенно отличилась 3-я рота полка под командованием старшего лейтенанта И. Д. Зиновьева. В январе 1940 года рота охраняла склады с вооружением и боеприпасами в районе деревни Уома, до полка финнов окружив роту предложили пограничникам сдаться. Воины роты оказались сдаваться и приняли бой, в течение 57 дней отважно сражались пограничники в окружении. Таяли ряды бойцов, заканчивались продукты, но рота стояла насмерть. В этих боях отличились пулемётчик станкового пулемёта А. Г. Загаринский и стрелок В. А. Самсонов, которые будучи тяжело ранеными ушли из медпункта и продолжили сражаться. Отважный гарнизон смог подержаться до окончания боевых действий, когда в марте финские войска вынуждены были снять осаду.

## Командование полка
Командир полка — майор, полковник Донсков, Семён Иванович
Военный комиссар — старший политрук Овчинников Константин Васильевич
Начальник штаба — майор Кроник, Александр Львович

## Отличившиеся воины полка
За 3 месяца участия полка в боях 7 военнослужащим полка было присвоено высокое звание Героя Советского Союза, за Советско-финскую войну звание Героя Советского Союза было присвоено всего 13 пограничникам.
1. красноармеец Загаринский, Александр Григорьевич (1910 — 08.1941) станковый пулемётчик 3-й роты (26.04.1940 г. За образцовое выполнение боевых заданий командования на фронте борьбы с финской белогвардейщиной и проявленные при этом отвагу и геройство)
2. капитан Зиновьев, Иван Дмитриевич (17.01.1905 — 29.05.1942 попал в плен, в плену за организацию побега был расстрелян) командир 3-й роты (26.04.1940 г. За образцовое выполнение боевых заданий командования на фронте борьбы с финской белогвардейщиной и проявленные при этом отвагу и геройство)
3. заместитель политрука Коренчук, Феодосий Павлович (11.01.1917 — 06.07.1981) политический руководитель сапёрного взвода (26.04.1940 г. За образцовое выполнение боевых заданий командования на фронте борьбы с финской белогвардейщиной и проявленные при этом отвагу и геройство)
4. младший лейтенант Петренко, Дмитрий Филиппович (08.10.1908 — 21.01.1940) командир пулеметного взвода 4-й роты (26.04.1940 г. За образцовое выполнение боевых заданий командования на фронте борьбы с финской белогвардейщиной и проявленные при этом отвагу и геройство)
5. политрук Пушанин, Иван Иванович (24.08.1913 — 25.02.1949) политрук 3-й роты (26.04.1940 г. За образцовое выполнение боевых заданий командования на фронте борьбы с финской белогвардейщиной и проявленные при этом отвагу и геройство)
6. лейтенант Ракус, Дмитрий Иванович (01.1918 — 21.01.1940) командир минометного взвода (26.04.1940 г. За образцовое выполнение боевых заданий командования на фронте борьбы с финской белогвардейщиной и проявленные при этом отвагу и геройство)
7. красноармеец Самсонов, Владимир Андреевич (23.09.1917 — 04.10.1972) стрелок 3-й роты (26.04.1940 г. За образцовое выполнение боевых заданий командования на фронте борьбы с финской белогвардейщиной и проявленные при этом отвагу и геройство)

## Награды и наименования
- Орден Красного Знамени, указ Президиума Верховного Совета СССР от 26 апреля 1940 года. За образцовое выполнение боевых заданий командования на фронте борьбы с финской белогвардейщиной и проявленные при этом доблесть и мужество[9][10] (за успешное выполнение боевых заданий Правительства по охране государственных границ[11]).

## Преемники
Приказом НКВД СССР № 00331 от 17 марта 1940 года «О принятии под охрану пограничными войсками государственной границы между Союзом ССР и Финляндией и мероприятиях по обеспечению охраны указанной границы» 4-й Краснознаменный пограничный полк НКВД был расформирован. На базе 4-го пограничного полка был сформирован 15-й мотострелковый полк войск НКВД, с местом дислокации Сортавала (Сердоболь). Приказом НКВД ССР № 391 от 31 мая 1941 года 15-му мотострелковому полку войск НКВД был передан орден Красного Знамени 4-го пограничного полка. В июне 1941 года 15-й Краснознамённый мотострелковый полк войск НКВД вошёл в состав вновь формируемой 21-й мотострелковой дивизии оперативных войск НКВД. 5 сентября 1941 года, полк выведен из состава дивизии на охрану рокадной дороги Пряжа—Олонец. Во второй половине сентября полк вошёл в состав 37-й стрелковой дивизии, 25 декабря полку был присвоен новый номер 20-й стрелковый полк. В марте 1942 года весь командный состав ранее служивший в 15-м мотострелковом полку был отозван в город Беломорск для формирования 15-го мотострелкового полка НКВД. В ноябре 1942 года полк вошёл в состав вновь формируемой Уральской стрелковой дивизии войск НКВД и был переформирован в Карельский Краснознамённый стрелковый полк войск НКВД. 5 февраля 1943 года при переименовании Уральской стрелковой дивизии войск НКВД в 175-ю Уральскую стрелковую дивизию, Карельский Краснознамённый стрелковый полк войск НКВД стал 277-м стрелковым Карельским Краснознамённым полком этой дивизии. 277-й стрелковый полк в составе 175-й стрелковой дивизии находился до мая 1946 года, когда в связи с сокращением численности армии, был расформирован вместе с другими частями дивизии.